# Långfenad havsbraxen
Långfenad havsbraxen  (Taractichthys longipinnis) är en fisk från familjen havsbraxenfiskar som är Europas största art i familjen.

## Utseende
Den långfenade havsbraxen påminner om havsbraxen, det vill säga den har en hög kropp som är sammantryckt mot sidorna, tämligen mörk rygg och buk och sidor som är grå till silverfärgade, gärna med en kopparaktig lyster. Liksom havsbraxen har den en djupt inskuren stjärtfena. De främre delarna av rygg- och bukfenorna är emellertid utdragna i mycket höga spetsar. Som mest kan den väga 45 kg och bli 100 cm lång.

## Vanor
Arten är en vanligtvis solitär, pelagisk fisk, även om den kan forma mindre stim. Den lever på djup mellan 40 och 200 m, och företar långa vandringar. Arten lever framför allt på räkor och bläckfisk.

## Utbredning
Långfenad havsbraxen finns i de flesta av jordens hav: I västra Atlanten finns den från Nova Scotia i Kanada via Västindien till sydöstra Brasilien; i östra delen från Island och Norge till Namibia och möjligen vidare söderut till sydafrikanska vatten. Den undviker dock Medelhavet.

## Kommersiell användning
Arten anses som en god matfisk och är föremål för ett mindre, kommersiellt fiske.